# صموئيل لوستينبيرغر
صموئيل لوستينبيرغر هو لاعب كرة قدم سويسري في مركز الهجوم، ولد في 20 يناير 1985 في لوسرن في سويسرا. شارك مع منتخب جمهورية الدومينيكان لكرة القدم. أما مع النوادي، فقد لعب مع FC Ibach ‏.

## وصلات خارجية
- صموئيل لوستينبيرغر على موقع قاعدة بيانات كرة القدم.إي يو (الإنجليزية)
- صموئيل لوستينبيرغر على موقع ناشيونال فوتبول تيمز (الإنجليزية)